# Ockenheim
Ockenheim település Németországban, Rajna-vidék-Pfalz tartományban. Lakosainak száma 2789 fő (2023. december 31.). Ockenheim Bingen am Rhein és Gau-Algesheim községekkel határos.

## Népesség
A település népességének változása:
| Lakosok száma | 1937 | 2632 | 2641 | 2735 | 2806 | 2789 |
|               | 1975 | 2017 | 2019 | 2021 | 2022 | 2023 |